# توني ميلينغتون
توني ميلينغتون (بالإنجليزية: Tony Millington)‏ هو لاعب كرة قدم بريطاني في مركز حراسة المرمى، ولد في 5 يونيو 1943 في Hawarden ‏ في المملكة المتحدة، وتوفي في 5 أغسطس 2015 في شمال ويلز في المملكة المتحدة. شارك مع منتخب ويلز تحت 21 سنة لكرة القدم ومنتخب ويلز لكرة القدم. أما مع النوادي، فقد لعب مع سوانزي سيتي وغلينافون وكريستال بالاس ونادي بيتربورو يونايتد ونادي كوناهس كواي ووست بروميتش ألبيون.

## وصلات خارجية
- توني ميلينغتون على موقع قاعدة بيانات كرة القدم.إي يو (الإنجليزية)
- توني ميلينغتون على موقع ناشيونال فوتبول تيمز (الإنجليزية)